# 京阪80型電車
京阪80型電車（けいはん80がたでんしゃ）は、かつて京阪電気鉄道京津線に在籍した電車（路面電車車両）である。

## 概要
京津電軌による開業以来、京津線ではステップ付で路面上の低床ホームからの乗降が可能な車両が一般に使用され、戦後も京阪神急行電鉄時代の1949年（昭和24年）8月7日までは、50型や70型といった一般の路面電車と大差ない車体を備える車両が使用されていたが、同日未明に発生した四宮車庫火災によってこれらステップ付在来車の大半が被災した。
このため、火災後の復旧過程で併用軌道上に停留所が存在する三条駅 - 浜大津駅間の各駅停車については低床ステップ付車両の残存全車が集められ、この区間の運用に集中投入することで対処された。さらに、それ以外の浜大津直通急行・準急運用については高床・乗降ステップなしの一般車を充当し、併用軌道区間の各駅を通過扱いとすることで対処された。
1956年（昭和31年）の国鉄東海道本線の全線電化完成以降、国電区間の延長もあって、京津線沿線では宅地開発が急ピッチで進展した。この結果京津線の乗客数はこの時期以降、明らかな急増傾向を示すようになり、これら既存の併用軌道区間専用車両ではラッシュ時の輸送力が不足することが明らかとなった。このため、同時期には朝のラッシュ対策として低床用乗降扉を備え、元来は京阪線 - 京津線直通車であったために収容力の大きい60型連接車をこの区間に投入することが行われている。
しかし、これらの在来車は60型を除きいずれも小型であり、しかも高経年の老朽車であった。特に主力車両であった20型は1914年（大正3年）に新製された京津電軌16形を前身とする小型木造車を鋼体化したものであるが故に、収容力が致命的に不足しており、また車両火災対策の観点からも早急に車両代替を実施する必要に迫られていた。
こうして1961年（昭和36年）8月より京津線の各駅停車用として製造されたのが本形式である。大津線向け車両としては1928年（昭和3年）に新製された30型37 - 42以来、実に33年ぶりの純新車の導入であった。路面区間用の20・50・70型の各形式のみならず、60型の代替も含めて増備が繰り返され、1970年（昭和45年）10月までに81 - 96の計16両が近畿車輛で製造された。
吊り掛け駆動車である本形式は、国鉄流のカテゴリ分類では「旧性能車」に位置づけられるが、大出力電動機と精緻な制御器により、小型低床車体の路面電車ながらも、加速・減速性能と高速性能のいずれもが高く、各駅停車のみならず急行・準急運用にも充当可能な走行特性を両立し、さらには同時代の国鉄新性能電車には本格採用例がなかった抑速回生制動機能併用による定速度制御機能を搭載するなど、当時の高速電車で一般的な「新性能車」を凌駕する内容を備える破格の高性能車両であった。このため単純に「吊り掛け駆動＝旧性能車」とはいえない例である。
搬入にあたっては、最初に落成した第1陣は近畿車輛より近鉄線と奈良電気鉄道を経由し、丹波橋駅で牽引してきた車両を交替して京阪線に入り、三条駅を経由して京津線に入るという大掛かりなものであったが、第2陣からは京阪本線天満橋駅 - 京橋駅間に存在した片町駅構内の引き込み線から搬入し、さらに三条駅構内に存在した連絡線を介して大津線へと送られていった。

## 車体

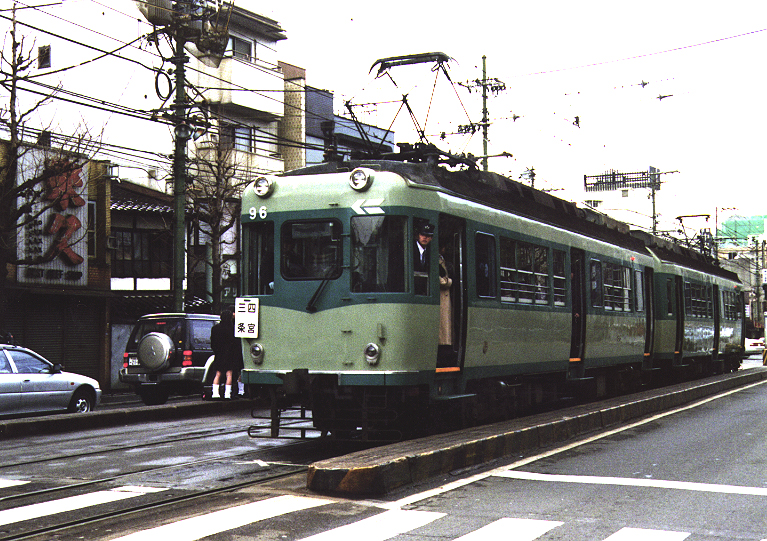
80型96
（東山三条・乗降ステップ動作中）

エクステリアデザインは塗色を含め製造を担当した近畿車輛の若手デザイナーの手によるものとされ、窓の下辺を境界線としてそれより下が絞り込まれ、上が僅かに内傾する、独特の車体断面を備える。
準張殻構造の15m級軽量設計による両運転台車であり、ラッシュ時対策として3扉とされたため、窓配置は1D(1)31D(1)3(1)D1（D：客用扉、(1)：戸袋窓）となった。側窓は扉間の戸袋窓以外が上段固定・下段上昇式の2段窓で下段に2本の保護棒が付き、両端が乗務員用窓となる下降式の1枚窓である。なお、当初より片運転台車として竣功した94 - 96は窓配置こそ81 - 93と同一であるものの、非運転台側妻面が切妻構造となり、落成当初から貫通路が設置されていた点が異なる。
本形式は併用軌道区間における各駅停車運用を前提に設計されたことから、床面高910mmの低床構造とされており、併せて停留所における乗降を容易にするため客用扉と連動して開閉するホールディング式乗降ステップを車体側に組み込んでいる。
前面は3枚の窓によって構成され、左右窓に曲面ガラスを使用し、中央窓をポール昇降の必要から下降式の1枚窓とするユーロピアンスタイルの優美なデザインである。ワイパーは中央窓サッシ上端に手動式のものが設置された。前照灯はシールドビーム2灯式で、前面上部に左右1つずつ埋め込まれて設置され、前面腰板部には標識灯とポール引き紐を巻き取るレトリーバーがそれぞれ設置された。シールドビームの採用は京阪の車両では初めてであり、京阪線で初採用となった2400系より8年先立つものであった。
塗装は窓周りと車体の裾を青緑色、それ以外を黄緑色に塗り分けた本形式専用のものが採用され、これは普通列車を識別し急行・準急列車との誤乗防止の必要性もあって最後まで維持された。

## 主要機器

### 駆動システム
本線では既にカルダン駆動車が量産されていたが、本形式では完全新造車であったにもかかわらず、当時の他の大津線車両と同様の吊り掛け駆動方式が採用された。
これは
- 併用軌道区間の敷石区間で異物を巻き込んで高価な電動機や駆動系が損傷する恐れがあった
- 低床・カルダン駆動・走行性能の鼎立を図るには主電動機の絶縁種別向上等によるコンパクト化が必要で、その製造・保守コストが過大

などの事情、特に京阪線でも淀屋橋延伸開業や高架複々線区間の延長工事などといった社運を賭けたビッグプロジェクトが続いていて巨額の設備投資を要し、京津線に大きな予算を割けなかった当時の京阪の財政事情が大きな要因であり、その出力設定には使用線区が急勾配区間を擁する路面電車としては異例の山岳線であり、かつ後発の急行に追いつかれる前に終点である三条駅あるいは待避線のある四宮駅（上りのみ）および京阪山科駅（上下ともに設置。1973年撤去）まで逃げ切ることを可能とする、あるいは必要に応じて準急・急行運用にも投入可能とするという、様々な意味で矛盾した走行性能が求められたことも大きく影響していた。
なお、歯車比は59:14 (4.21) と吊り掛け駆動車としては異例の高ギア比設定となっており、この条件下で3.2km/h/sという高加速性能を実現した。このため、京阪部内では「京津線スーパーカー」とも称され、1995年より1996年に掛けて京阪より発行されていた「Kカード」の車両シリーズでも「京津線スーパーカー80形」として一般にも公表していた。

### 主電動機
直流複巻整流子電動機である東洋電機製造TDK-543/1-B（端子電圧150V、定格電流350A、分巻界磁電流12A、1時間定格出力45kW、90%界磁定格回転数698rpm）が新規設計され、これを4基永久直列接続として各台車に2基ずつ搭載した。
当時、他都市の路面電車で新造されていた和製PCC車と呼ばれる高性能路面電車群では大阪市交通局3000形の三菱電機MB-1432A×4基搭載が出力面での最大級であり、これを凌駕する出力のTDK-543/1-Bを4基搭載する本形式は、単行運転を基本とする路面電車としては破格の大出力設計であった。
しかも、このTDK-543/1-Bは出力面で不利な直流複巻整流子電動機でありながら、同一条件の下では出力確保の点で有利な筈の直流直巻整流子電動機であるMB-1432Aを上回る定格出力を実現していた。また、この大出力にもかかわらず床面高910mmの低床設計が実現していることから、カルダン継手のためのスペースを犠牲にして吊り掛け式とすることで磁気回路を無理なく収め、さらに歯数比が示すように絶縁材や駆動系の許容する範囲で可能な限り高い定格回転数とすることで出力と寸法の両立を図り、これら2つの条件を実用的なコストの範囲でクリアしたことが見て取れる。
80型には後述するように回生制動方式での電気制動が常用されていたため、制動時にも吊り掛け駆動音が発生していた。

### 主制御器
京阪線用2000系「スーパーカー」のシステム面での枢要をなす東洋電機製造ACRF-M475-751Aを基本としつつ、これを簡素化の上でダウンサイジングしたACRF-M445-256A（永久直列8段、弱め界磁10段、回生制動10段）が採用された。
これは分巻界磁制御で力行から回生制動まで自在に遷移可能とすることで主幹制御器（マスコン）のノッチ指令によって定速度制御を実現する、2000系譲りの高度な機能を備えた多段電動カム軸式制御器である。もっとも、分巻界磁制御は2000系で用いられた磁気増幅器ではなく、構造の簡易化と応答性向上を目的として電磁接触器による方式に変更された点が異なる。このように複雑かつ緻密な機能を有する主制御器を低床構造の本形式の床下に艤装するため、その設計と保守には大変な苦労があったという。

### 集電装置
81 - 93までは京津線の集電方式がトロリーポール式であった時代に竣功したため、先端に焼結合金製のスライダーシューが取り付けられたトロリーポールを前後に装着していたが、将来の集電方式のパンタグラフへの切り替えを想定して全車とも浜大津寄りにパンタグラフ台座を設置して竣功し、集電装置変更にあたって配管の位置が変更され、ヒューズが交換された。
集電装置の変更とそれに伴う架線の張り替え工事が完成した1970年8月以降に新造された94 - 96は当初から通常の菱形パンタグラフを搭載して竣功した。

### 台車
シンプルなプレス鋼材溶接組み立て構造の軸ばね式空気ばね台車である、近畿車輛KD-204を装着する。基礎制動装置はシングル（片押し）式、制動筒（ブレーキシリンダー）は台車側に搭載されている。

### 制動装置
急勾配区間における制動力を確保し、かつ小直径車輪の摩耗を避ける目的で、電気制動の一種である回生制動を常用する設計とされた。このため、空気制動は補助的な使用に留まり、2両連結運転を可能とするSME非常弁付直通ブレーキが搭載されている。
もっとも、この回生制動は制動時に負荷となる、つまり力行を行って回生電力を消費する相手が存在しなければ失効して空気ブレーキのみでの制動を強いられることになる。このため、三条変電所の母線を介して余剰回生電力を京津線から電力消費の大きい京阪線のき電系統へ送ることで回生失効を阻止していた。

## 導入後の変遷

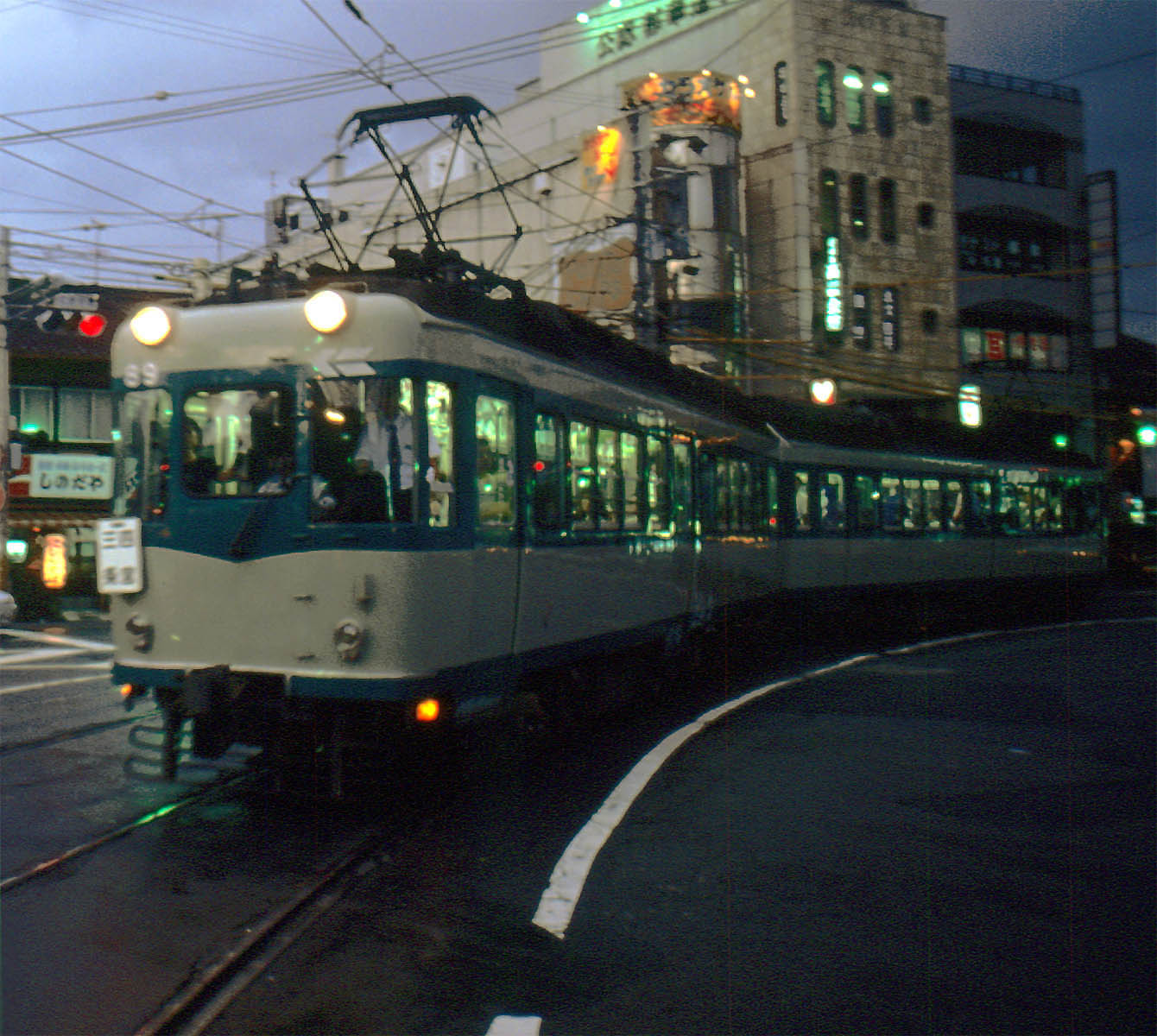
80形89
（京津三条付近・夜間の併用軌道走行のため、車幅を示す床下マーカーランプを点灯中）

### 各種改造
1970年8月23日に大津線に所属する全車両は集電装置のパンタグラフへの一斉変更が実施されたが、この際本形式は車体高が低いため車体側パンタグラフ台座に太い円柱状のパイプを装着して嵩上げし、パンタグラフはその上に搭載された。また、前面窓下のレトリーバーは台座を残して本体のみ撤去された。
同年7月から1972年（昭和47年）1月にかけて、両運転台車である81 - 93に対して奇数車の三条側運転台ならびに偶数車の浜大津側運転台をそれぞれ撤去し、貫通路を新設して2両固定編成とする改造が実施された。2両編成化に際しては81＝82・83＝84といった具合に車両番号（車番）が続番となるよう順番に固定編成化され、半端となる93は当初より片運転台仕様で落成した94 - 96のうち94と編成された。片運転台化改造車と新製片運転台車を比較すると、前者は連結面側妻面形状が丸妻のままであり、前照灯取り付け座もそのまま残されたことから両者は容易に判別が可能であった。
片運転台化後間もなく、開閉可能構造であった前面中央窓がHゴム固定支持に改造された。固定窓化に際してはワイパーが窓下に移設され、また通風口が窓下に新設されたことから窓の下辺が左右の窓より高くなったこともあり、これらの改造によって竣功当初の軽快な印象が損なわれたとも評される。また、前面窓改造と前後して、本来81 - 93は全車浜大津側にパンタグラフを搭載していたものを、偶数車のパンタグラフが三条側に移設され、片運転台化後基準における各車運転台寄りにパンタグラフを搭載するよう改められた。
1981年（昭和56年）4月に実施された京津線・石山坂本線両路線の浜大津駅統合に伴って同駅付近のルートが変更となったことにより、京津線所属車両と石山坂本線所属車両で車両の向きが逆となる事態が生じた。この状態では検修等において不都合を来たすため、京津線に所属する全車両に対して錦織車庫に仮設された転車台を使用して方向転換が実施された。本形式は同年5月28日から6月8日にかけて順次実施されたが、この結果従来浜大津向きであった奇数車が三条向きに、従来三条向きであった偶数車が浜大津向きに、それぞれ向きが入れ替わった。
その後1987年に奇数車のみに運転台直上の屋根に列車無線アンテナを装備し、同時に標識灯部分の小改造・客用扉の交換・ワイパーの電動化・運転台計器類の600型と同様のものに交換を実施した。その2年後の1989年（平成元年）より今度は冷房化改造工事が開始された。当時は既に京都市営地下鉄東西線建設に関連して、京津線併用軌道区間廃止とそれに伴う本形式の廃車が決まっていたものの、東西線開業が予定より遅れたことや夏季における旅客サービスの観点から冷房化改造が施工されることになった。
冷房装置搭載に際しては、本形式は車内天井高が2,200mmと低く、そのままでは冷風ダクトならびに補助送風機を設置することが不可能であったことから、先頭部を除いた屋根部を全体的に嵩上げし、冷風ダクト等を設置した。そのため外観の印象は一変し、屋根部に搭載された冷房装置や冷房電源用静止型インバータ（SIV）の存在も相まって重量感のあるものに変化した。冷房装置は600形において採用実績を有する東芝製RPU-3402集約分散型冷房機（能力11,500kcal/h）で、600形と同じく1両当たり2基搭載するが、本形式においては2基の冷房装置を一体型ケースで覆った意匠となった点が異なる。
屋根部嵩上げに伴って、パンタグラフは屋根上に設置された台座へ直接搭載するように改められた。また、前面右側窓上に6000系以降採用された京阪の頭文字「K」を象ったエンブレムを取り付け、アクセントとしている。

### 運用
第1陣の竣工以来、主に本来の製造目的である三条 - 浜大津間の普通列車運用に充当されていたが、車両運用上の都合で準急や急行（急行は1981年、準急は本形式の運用終了時に廃止）、さらには琵琶湖での水浴客が利用する夏季に設定されていた臨時特急の運用に入ったこともあった。ただし、本形式が普通列車専従に近い運用であったことから、準急・急行運用への充当時には乗客の誤乗（乗客には車両の色で列車種別を判別する慣習があった）や、乗務員による通過停留場停車といったトラブルが後を絶たなかったため、極力それらの運用には本形式を充当せず、やむを得ず充当する場合は乗客への案内や乗務員点呼徹底、運転席への種別確認標識の設置といった措置がとられていた。
なお、1971年のダイヤ改正以降、京津線の普通列車運用はほぼ終日にわたって三条 - 四宮間の折り返し運転となった。そのため、普通列車運用に専従した本形式は、四宮 - 浜大津間には普通列車が同区間へ延長運転される早朝・深夜時間帯ならびに前述準急・急行運用に充当された場合を除いて原則的に入線しなかった。また、石山坂本線には錦織車庫での検査時に浜大津 - 近江神宮前間で回送・試運転で入線する程度であった。

### 廃車とその後

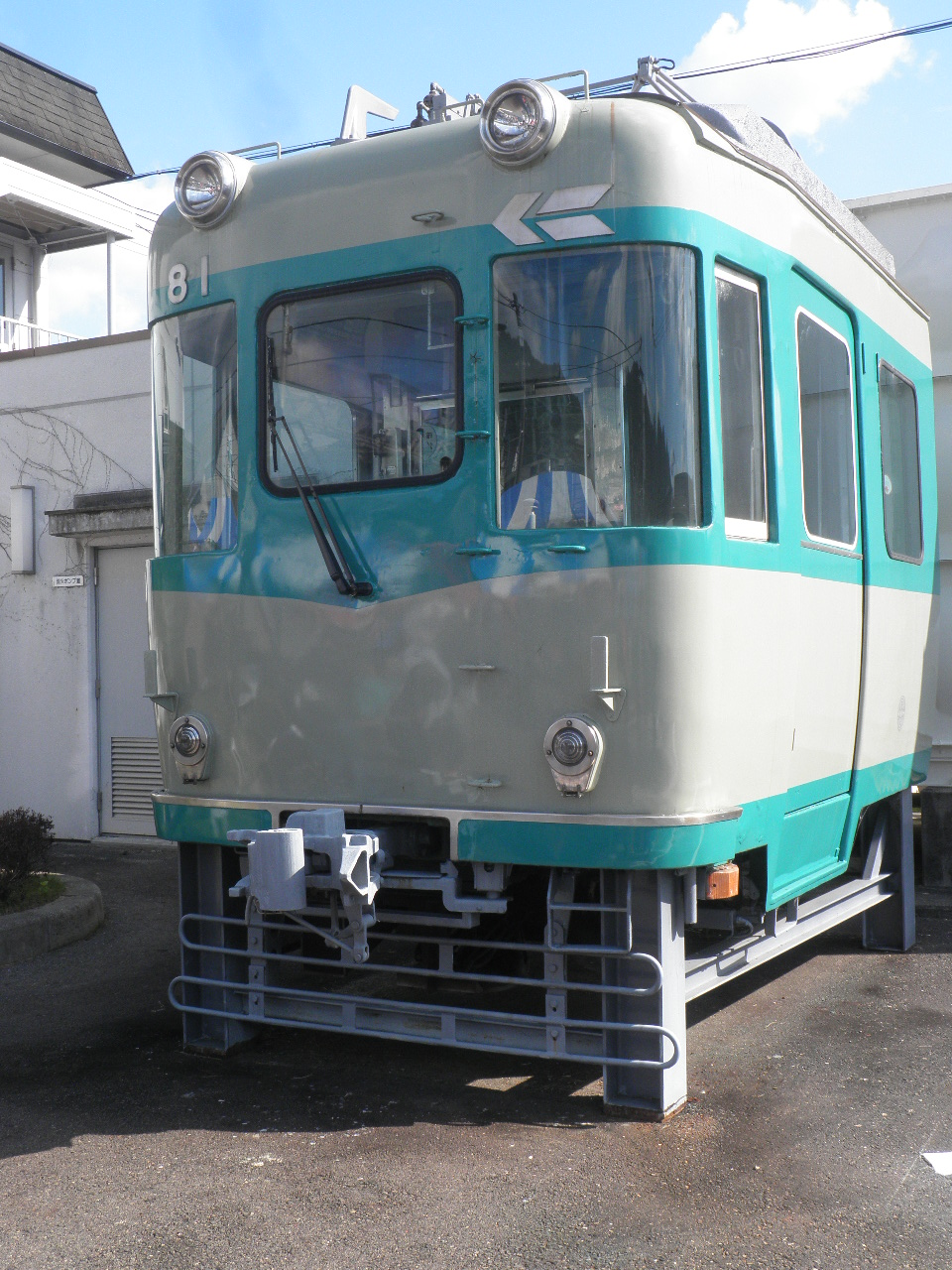
錦織車庫でカットボディとして保存される81

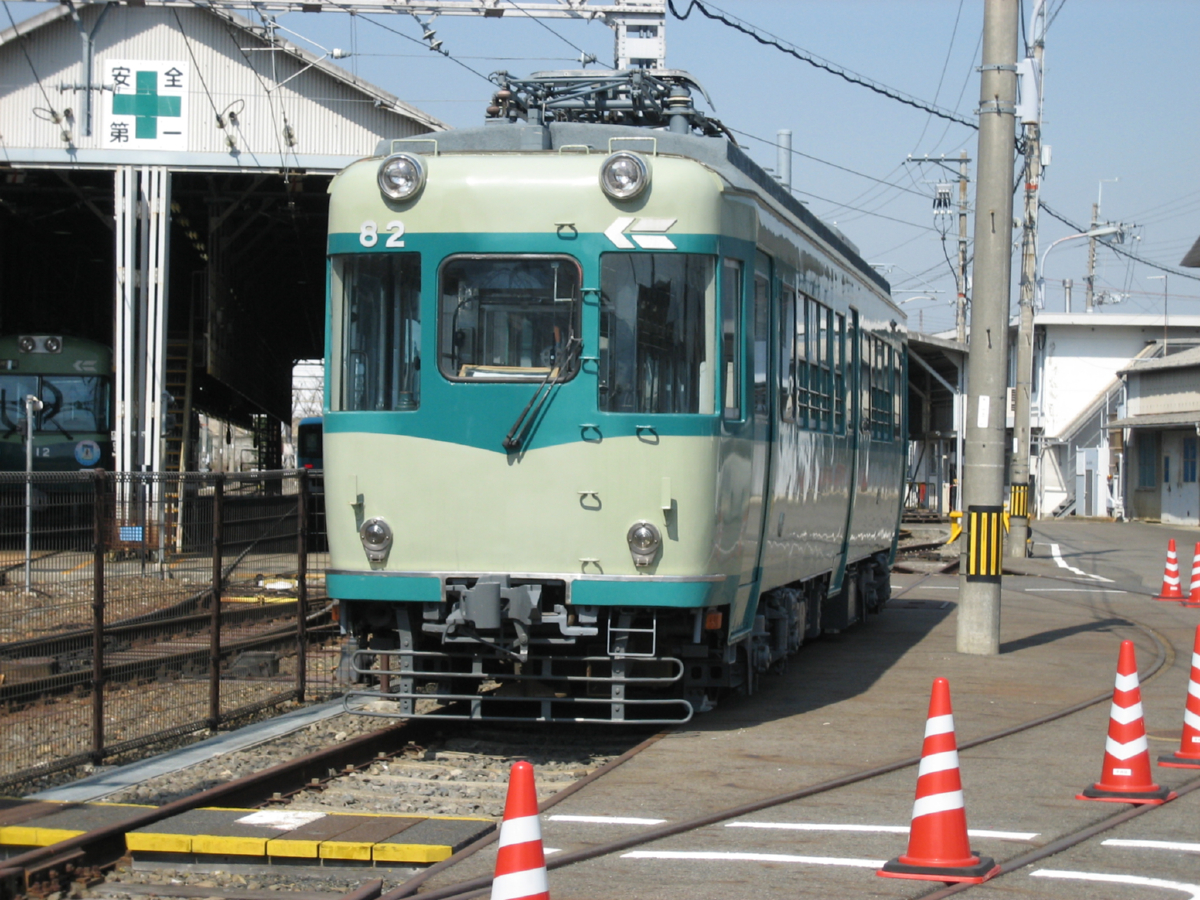
錦織車庫で保存されていた頃の82

1997年（平成9年）10月12日の京都市営地下鉄東西線開通に伴う京津線三条（京津三条） - 御陵間廃止、ならびに京津線残存区間を含めた大津線全線の架線電圧1,500V昇圧に伴い、用途を失った本形式は同日付で全車廃車となった。冷房装置は600形の冷房装置更新で再利用されている。
廃車後、本形式は同時に廃車となった260型・350型とともに旧九条山駅・旧京津三条駅等に分散して留置され、同年11月までに大半の車両が解体処分されたが、81-82編成のみは350型357-356とともに浜大津駅付近の側線に約5年間留置された後、2003年（平成15年）6月に有志によって設立されたNPO法人「京津文化フォーラム82」の働きかけで保存が決定。82はNPO管理の下で完全な状態として、81はカットボディとしてそれぞれ錦織車庫において静態保存された。毎年11月頃に開催される大津線感謝祭では同2両の公開など、有志らによってイベントが開催されていた。
その後、82は太陽光による塗装面の劣化から、NPO法人による維持・管理が困難となったため、NPOの理事を務めていた女性が京阪から無償で譲渡を受け、2015年（平成27年）11月に錦織車庫より搬出、滋賀県高島市へ移送された。しかしその翌年に理事の女性が死去し、NPOも2017年（平成29年）11月に解散したため、管理者不在となり荒廃が進んでいたが、2021年（令和3年）9月より元代表が有志を募り保管場所の草刈りや傷んだ外板の補修を開始した。3年にわたる修復作業を経て、2024年（令和6年）11月には一般公開が行われた。
81は現在、京阪グループの共通ロゴマークである「KEIHAN」ロゴが京阪の現役車両と同様に側面の1番扉に上に貼り付けられている。
なお、廃車に際しては福井鉄道や新潟交通、名古屋鉄道（主に名鉄岐阜市内線などの600V線区向けとして）、日本国外ではブラジルから旧型車置き換え導入を目指して譲受を検討していたが、橋梁耐荷重超過、特殊な機構を備える電装品の保守困難、廃車時期と補助金申請のタイミングが合致しなかったことなどの諸事情からいずれも実現に至らなかった。

## 形式称号について
京阪の車両史において「80形（型）」を称する車両は、石山坂本線の三井寺以南を建設した大津電車軌道の1形電車が京阪への合併後に「80型」を称したのが最初で、本形式は2代目となる。